# Stocznia Szczecińska B-178
Der Containerschiffstyp B-178 (andere Schreibung auch B178 oder B 178) der Stocznia Szczecińska (Stettiner Werft) wurde bisher in einer Serie von weit über 20 Einheiten gebaut.

## Einzelheiten

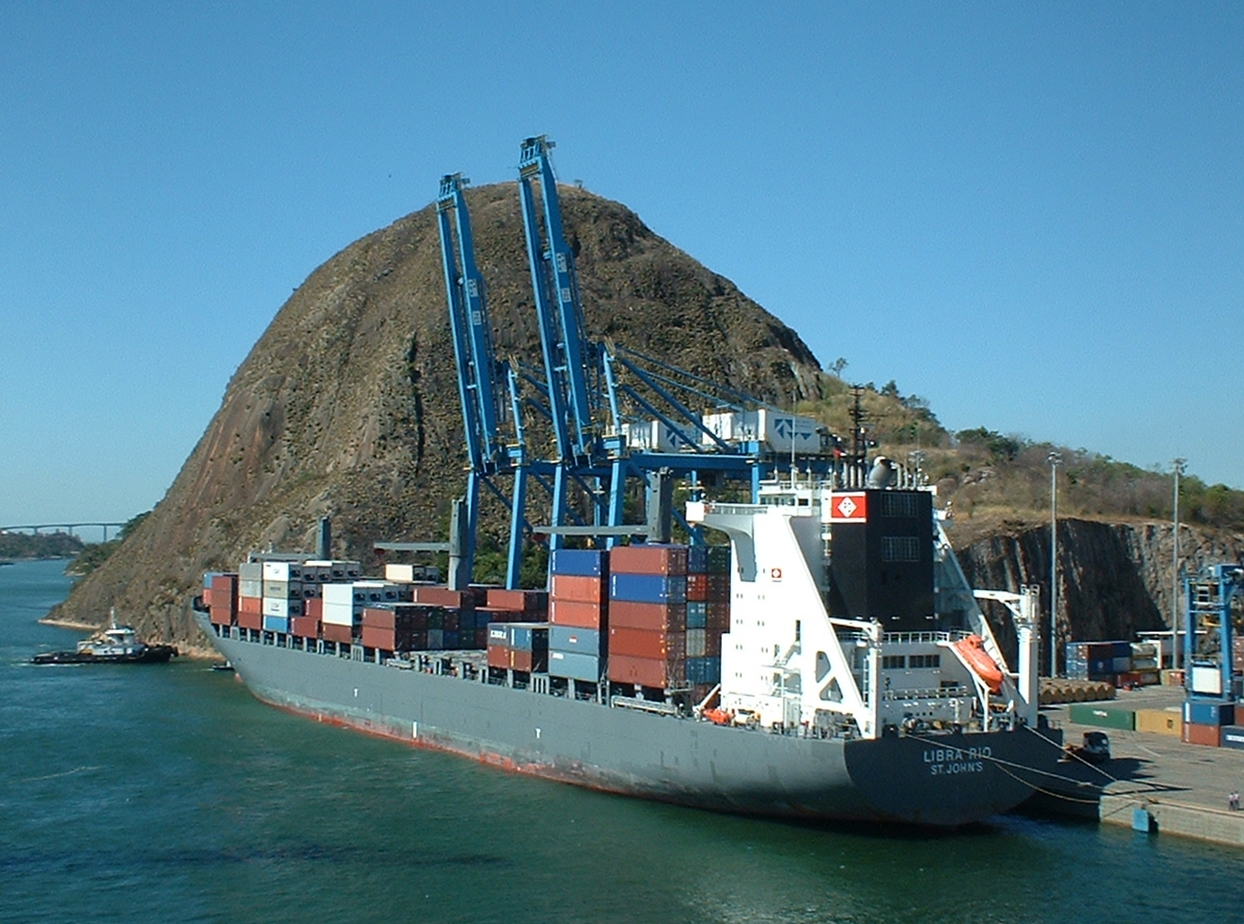
Heckansicht der Libra Rio in Vitoria

Die Baureihe B-178 wurde bis 2009 für verschiedene deutsche und ausländische Reedereien gebaut. In den Jahren der Produktion wurde der Typ in Details weiterentwickelt. Man unterscheidet zwischen den Einzeltypen B178/I und B178/III. Anfangs von der Werft Stocznia Szczecińska in Stettin vorgestellt, blieb der Typ nach deren Konkurs im Jahr 2002 bis 2009 im Programm der Nachfolgegesellschaft Stocznia Szczecińska Nova. Nachdem auch die Stocznia Szczecińska Nova Konkurs anmelden musste, baute die Stettiner Reparaturwerft "Gryfia" deren letztes begonnenes Schiff, den B178 Port Gdynia, bis Mai 2011 zu Ende.

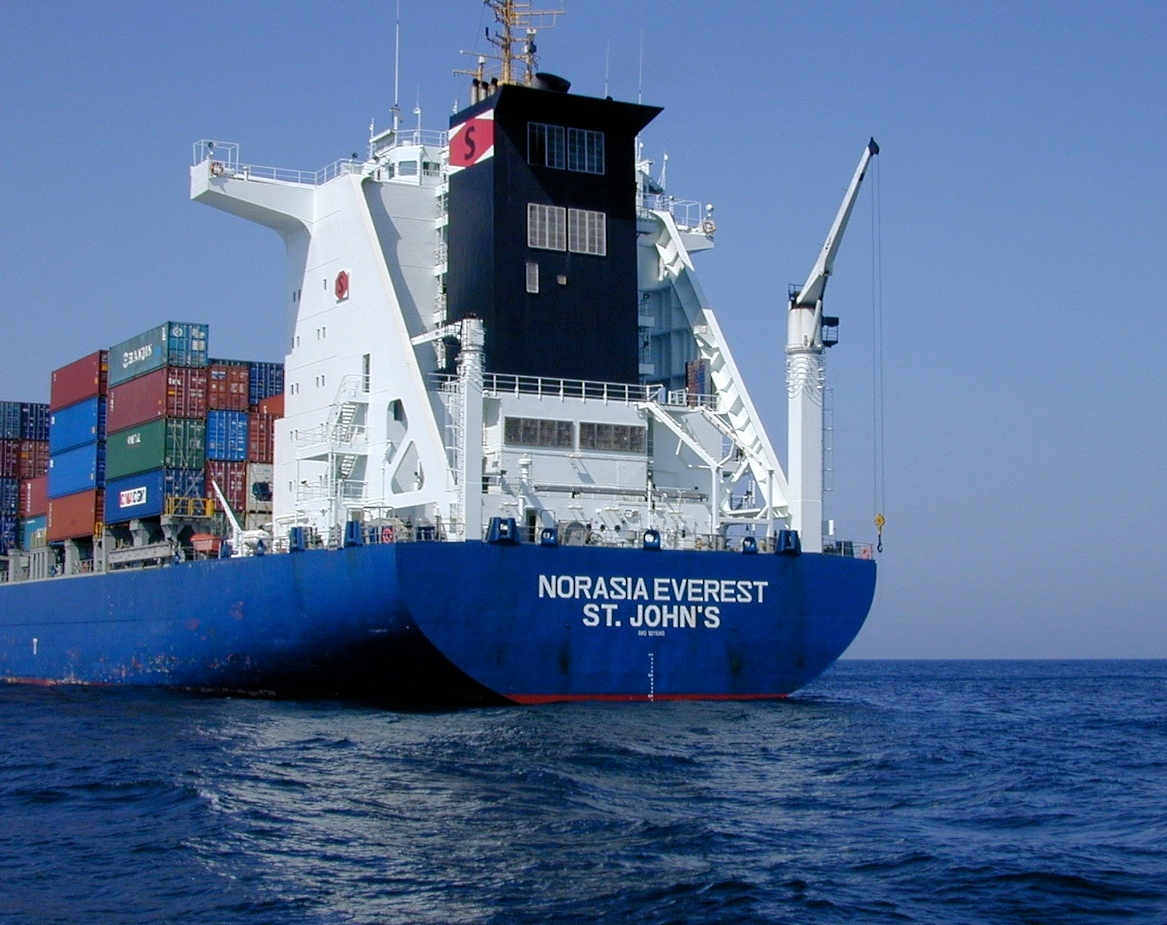
Achterschiff eines B-178-Schiffs

Die Schiffe sind als Mehrzweck-Trockenfrachtschiffe mit weit achterem Deckshaus ausgelegt. In der Hauptsache werden sie im Containertransport eingesetzt. Die Containerkapazität beträgt 3104 TEU, von denen 250 TEU Reefer gefahren werden können. Die Schiffe besitzen vier mit Pontonlukendeckeln verschlossene Laderäume. Die Schiffe verfügen über drei mittschiffs angeordnete Schiffskräne mit jeweils 45 Tonnen Tragkraft.
Der Antrieb der Schiffe besteht aus einem  in MAN B&W-Lizenz gebauten Zweitakt-Dieselmotor eines spanischen Herstellers mit Leistungen von rund 26.000 kW. Der Motor wirkt direkt auf einen Festpropeller an und ermöglicht eine Geschwindigkeit von gut 22 Knoten. Weiterhin stehen drei Hilfsdiesel und ein Notdiesel-Generator zur Verfügung. Die An- und Ablegemanöver werden durch ein Bugstrahlruder unterstützt.
Eingesetzt werden die Schiffe häufig auf Liniendiensten in Regionen mit schlecht ausgebauter Hafeninfrastruktur, so finden sich beispielsweise verhältnismäßig viele der Schiffe auf Südamerikadiensten.

## Zwischenfall derDemeter
Am 21. Oktober 2017 wurde die Demeter, ein Schiff der Peter Döhle Schiffahrts-KG in Hamburg, das für CMA CGM fährt, in der Bucht von Bonny südlich von Port Harcourt in Nigeria von acht Piraten überfallen. Sechs der 20 Besatzungsmitglieder an Bord des Schiffes wurden verschleppt. Sie kamen nach rund drei Wochen wieder frei.

## Die Schiffe (Auswahl)
| Stocznia Szczecińska B-178   | Stocznia Szczecińska B-178 | Stocznia Szczecińska B-178 | Stocznia Szczecińska B-178 | Stocznia Szczecińska B-178                           | Stocznia Szczecińska B-178 |
| Bauname                      | Baunummer                  | IMO-Nummer                 | Ablieferung                | Auftraggeber                                         | Umbenennungen und Verbleib |
| ---------------------------- | -------------------------- | -------------------------- | -------------------------- | ---------------------------------------------------- | --- |
| Carolina                     | 178/I/01                   | 9219343                    | 5. September 2001          | Peter Döhle Schiffbeteiligungsgesellschaft, Monrovia | fertiggestellt als APL Venezuela, 2004 Norasia Everest, 2006 CSAV Paranagua, 2009 Katharina S., 2016 Abbruch in Chittagong                |
| Katjana                      | 178/I/02                   | 9219355                    | 14. Dezember 2001          | Celine Navigation Company, St. Johns                 | fertiggestellt als APL Mexico, 2004 Norasia Taurus, 2005 Norasia Balkans, 2010 CS Discovery, 2017 Abbruch in Alang                        |
| Antonia                      | 178/I/03                   | 9219367                    | 12. März 2002              | Chloe Navigation Company, St. Johns                  | fertiggestellt als APL Portugal, 2005 Norasia Makalu, 2006 CSAV Moema, 2009 Anka, ab 20. August 2016 in Chittagong verschrottet.          |
| Katharina                    | 178/I/04                   | 9219379                    | 1. Februar 2003            | Albona                                               | fertiggestellt als Libra Rio, 2012 Polonia                                                                                                |
| Amasia                       | 178/I/05                   | 9219381                    | 9. April 2003              | -                                                    | fertiggestellt als Patricia, 2004 Libra Santos, 2012 Louis S.                                                                             |
| Azalea                       | 178/I/06                   | 9219393                    | 26. Juli 2003              | -                                                    | fertiggestellt als APL Shanghai, 2003 Azalea, 2006 TS Dubai, 2012 Emirates Ganges, 2013 Saxonia, 2013 X-Press Godavari, 2013 Saxonia      |
| Alessa                       | 178/I/07                   | 9219408                    | 14. November 2003          | -                                                    | fertiggestellt als Julia, 2003 APL Jakarta, 2006 Emirates Kabir, 2013 Westphalia, 2016 Phalia, 2016 Abbruch in Chittagong                 |
| Renata                       | 178/I/08                   | 9237486                    | Februar 2004               | -                                                    | fertiggestellt als Alena, 2004 Norasia Alya                                                                                               |
| Wieland                      | 178/I/09                   | 9237498                    | 28. Mai 2004               | -                                                    | 2004 Norasia Polaris, 2010 Emirates Victory, 2011 Bareli, 2014 Zheng Yun 1                                                                |
| Anke Ritscher                | 178/I/10                   | 9237503                    | 24. September 2004         | -                                                    | fertiggestellt als Norasia Andes, 2006 CSAV Sao Paulo, 2009 Anke Ritscher, 2010 Barry                                                     |
| Cosima                       | 178/I/11                   | 9246683                    | 5. Januar 2005             | -                                                    | fertiggestellt als Norasia Atlas, 2006 Letavia, 2006 Emirates Freedom, 2009 Letavia                                                       |
| Coletta                      | 178/I/12                   | 9246695                    | 14. April 2005             | -                                                    | 2005 CSAV Rio Trancura, 2006 Emirates Marina, 2011 Lutetia                                                                                |
| JPO Leo                      | 178/I/13                   | 9246700                    | 22. Juli 2005              | -                                                    | 2005 MOL Renaissance, 2008 Hyundai Renaissance, 2009 JPO Leo                                                                              |
| Zeus                         | 178/I/14                   | 9246712                    | 14. Oktober 2005           | -                                                    | fertiggestellt als Minna, 2006 Emirates Liberty. 2009 Minna                                                                               |
| Demeter                      | 178/I/15                   | 9298636                    | 29. Dezember 2005          | -                                                    | fertiggestellt als CCNI Antillanca, 2011 Demeter, 2012 Niledutch Lion, 2014 Demeter                                                       |
| CCNI Arica                   | 178/I/16                   | 9298648                    | 28. April 2006             | -                                                    | 2011 Emirates Yangtze, 2012 Daphne |
| Leto                         | 178/I/17                   | 9311880                    | 30. August 2006            | -                                                    | 2006 CCNI Antofagasta, 2012 Leto, 2013 CCNI Antofagasta, 2015 Leto                                                                        |
| Hera                         | 178/I/18                   | 9252735                    | 26. Oktober 2006           | -                                                    | fertiggestellt als Widukind, 2007 SCI Diya, 2008 Widukind, ca. 2021 EF Olivia                                                             |
| Almathea                     | 178/I/19                   | 9334349                    | 6. März 2007               | -                                                    | fertiggestellt als Cap Prior, 2010 Almathea, 2011 Fesco Almathea, 2015 Castor N.                                                          |
| Cap Norte                    | 178/I/20                   | 9334351                    | 11. Dezember 2007          | NSC Shipping                                         | 2012 Cap Egmont, 2015 EM Kea |
| Cala Pancaldo                | 178/III/01                 | 9301988                    | 26. Juli 2007              | -                                                    | 2009 MSC Cameroun, 2010 Artus, 2010 CMA CGM Telopea, 2012 EM Psara, 2014 Alianca San Martin, 2015 Candido Rondon, 2016 Alianca San Martin |
| Hebe                         | 178/I/22                   | 9334375                    | 31. Januar 2008            | Peter Döhle Schiffbeteiligungsgesellschaft, Monrovia | 2008 CSAV Itajai, 2013 Hebe |
| Cala Pigafetta               | 178/III/02                 | 9301990                    | 24. Juli 2008              | Unicredit Leasing, Genua                             | 2009 MSC Andes, 2010 Aldebaran |
| Fesco Diomid                 | 178/I/25                   | 9365295                    | 3. April 2009              | Anouko Shipping Company, Limassol                    | So in Fahrt |
| B 178 / I / 23               | 178/I/23                   | 9334387                    | 10. Juni 2011              | Carpentine Ltd, Valletta                             | 2011 Albert, 2011 Nef Ja, 2013 Nilepdht, 2013 Niledutch, 2015 Niledutch Luanda, 2016 Port Gdynia                                          |
| Daten: Equasis, grosstonnage |                            |                            |                            |                                                      | |